# Salobir
Salobir je priimek več znanih Slovencev:
- Barbara Salobir, zdravnica
- Boris Salobir (*1960), rudarski strok., pesnik, filmski in likovni ustvarjalec, fotograf
- Boštjan Salobir, sabljač
- Franc Salobir, politik, župan občine Dobje
- Gašper Salobir, glasbenik klarinetist..., dirigent
- Gregor Salobir, fotograf
- Janez Salobir (*1962), zootehnik, strokovnjak za prehrano, univ. prof.
- Jure Salobir (*1989), strojnik, glasbenik (pevec in kitarist)
- Karl Salobir (*1931), veterinar, živilski strokovnjak, univ. profesor
- Marjan Salobir (*1937), psiholog, sabljač (Bloudkova plaketa)
- Tomaž Salobir (*1989), motokrosist

## Glej še
- priimek Salopek
- priimek Salmič, Salm
- priimek Salamon